# 1842 az irodalomban
Az 1842. év az irodalomban.

## Megjelent új művek

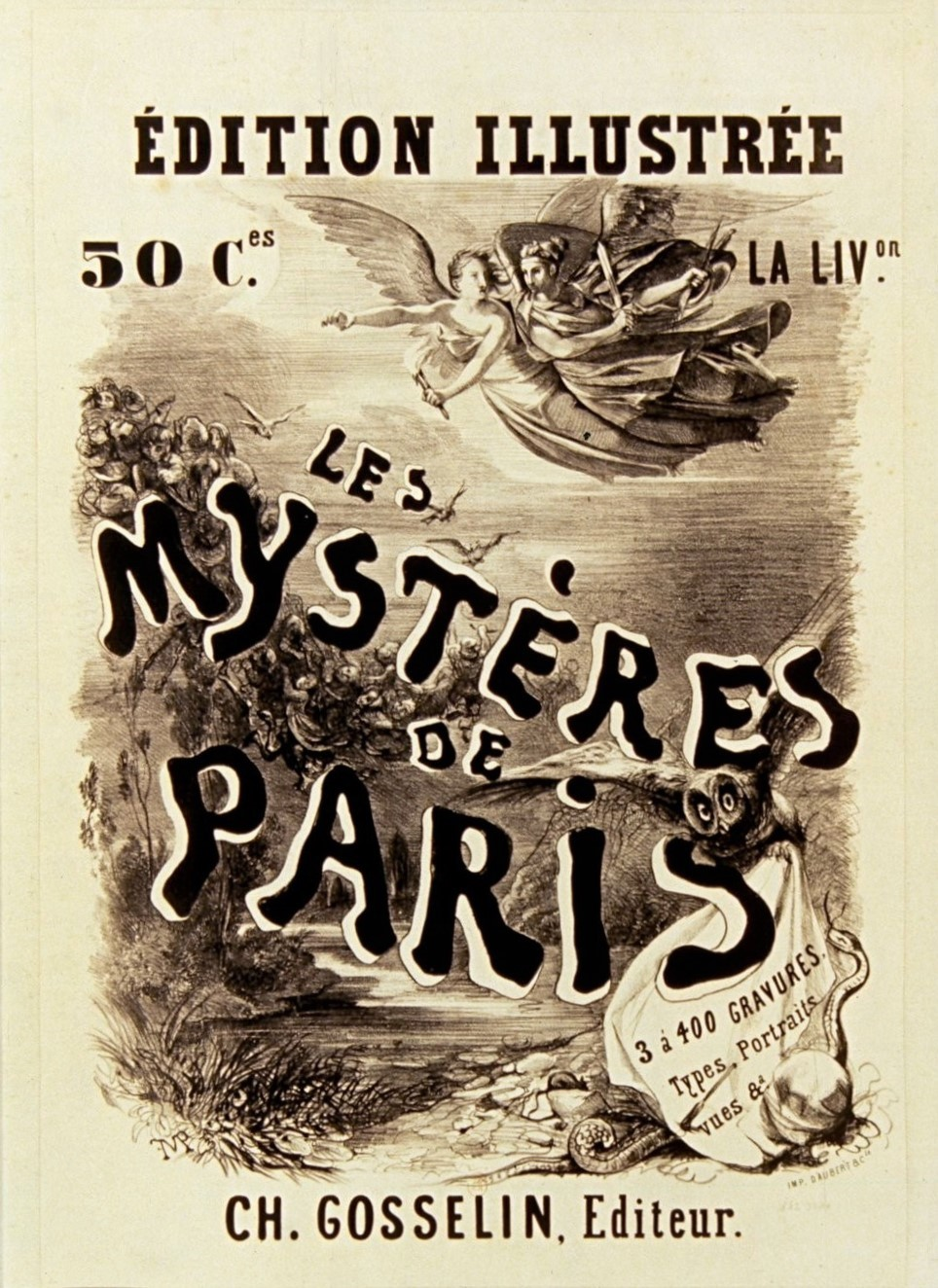
Mystères de Paris (hirdetés, 1843)

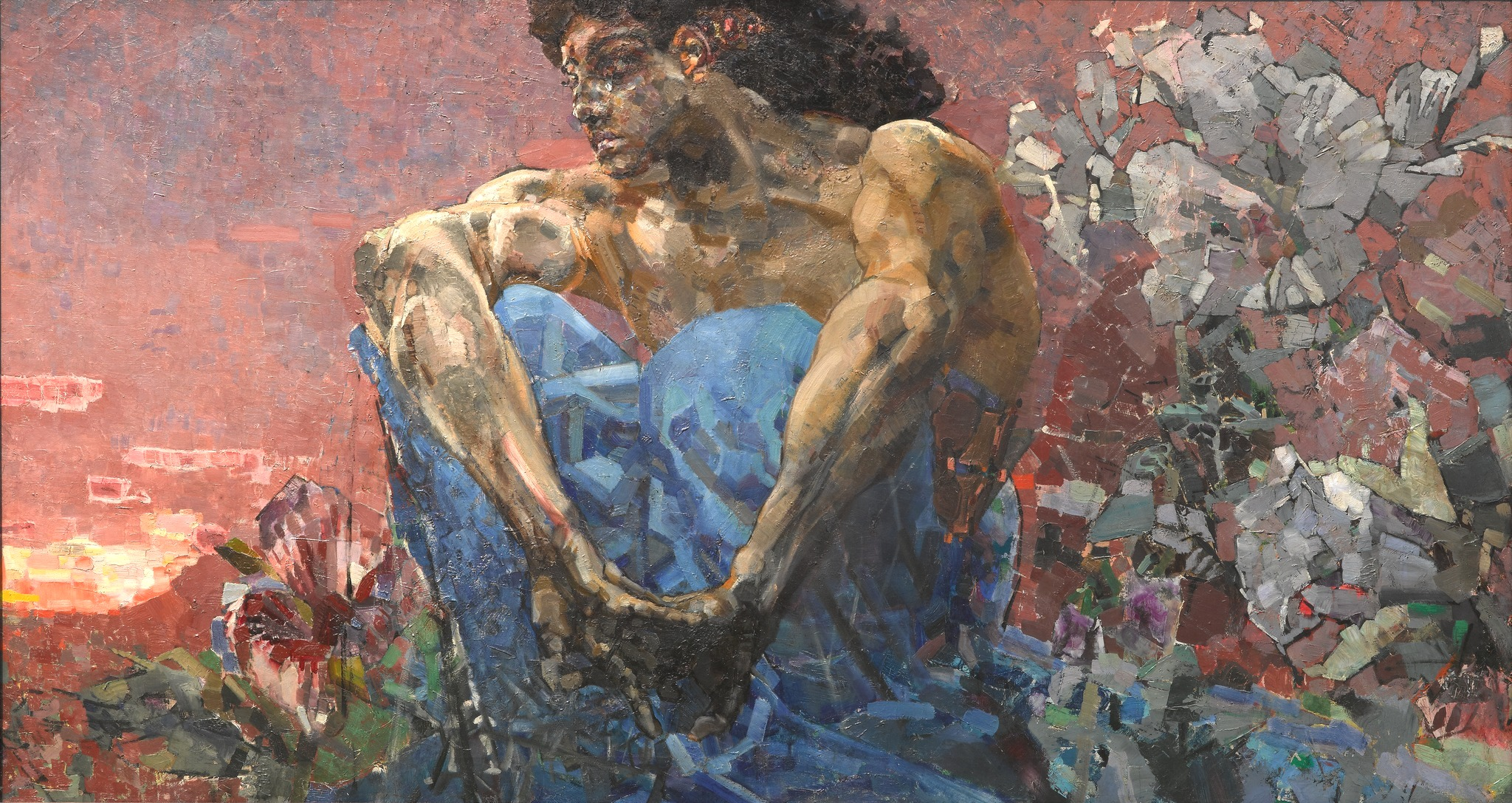
A Démon (M. A. Vrubel festménye)

- Edward Bulwer-Lytton regénye: Zanoni
- Nyikolaj Vasziljevics Gogol: Holt lelkek (Мёртвые души), első kötet (a három kötetre tervezett regényből ez az egy jelent meg)
- Józef Ignacy Kraszewski lengyel író regénye: Ulana
- George Sand  történelmi regénye: Consuelo (részenként, 1842–1843), majd folytatása: La Comtesse de Rudolstadt
- Eugène Sue regényfolyama: Les Mystères de Paris (Párizs rejtelmei). Megjelenik 1842–1843-ban folytatásokban, hatalmas sikerrel

### Költészet
- Aloysius Bertrand francia költő prózakölteményekből álló kötete: Gaspard de la Nuit, fantaisies á la manière de Rembrandt et de Callot (Az éjszaka Gáspárja, Rembrandt és Callot modorában írt fantáziák)
- Robert Browning verseskötete: Dramatic Lyrics
- Alfred Tennyson kötete: Poems
- Jevgenyij Abramovics Baratinszkij verseskötete: Сумерки (Alkonyat)
- Mihail Lermontov elbeszélő költeménye: A Démon (halála után, folyóiratban jelenik meg)

### Dráma
- Megjelenik Gogol kétfelvonásos vígjátéka, a Leánynéző (Женитьба)
- Bécsben színre kerül Johann Nestroy osztrák szerző vígjátéka: Einen Jux will er sich machen (Csínyre csíny)

### Magyar nyelven
- Petőfi Sándor:
  - A borozó. Athenaeum, 1842. évf. május 22. («Gondűző borocska mellett / Vigan illan életem; / Gondűző borocska mellett, / Sors, hatalmad nevetem.» Ez a bordal Petőfi első nyomtatásban megjelent verse; aláírása: Petrovics Sándor.)
  - Hazámban. Athenaeum, 1842. évf. («Arany kalásszal ékes rónaság, / Melynek fölötte lenge délibáb»: ez az első nyomtatásban megjelent verse, amely alá már a Petőfi nevet írta.

## Születések

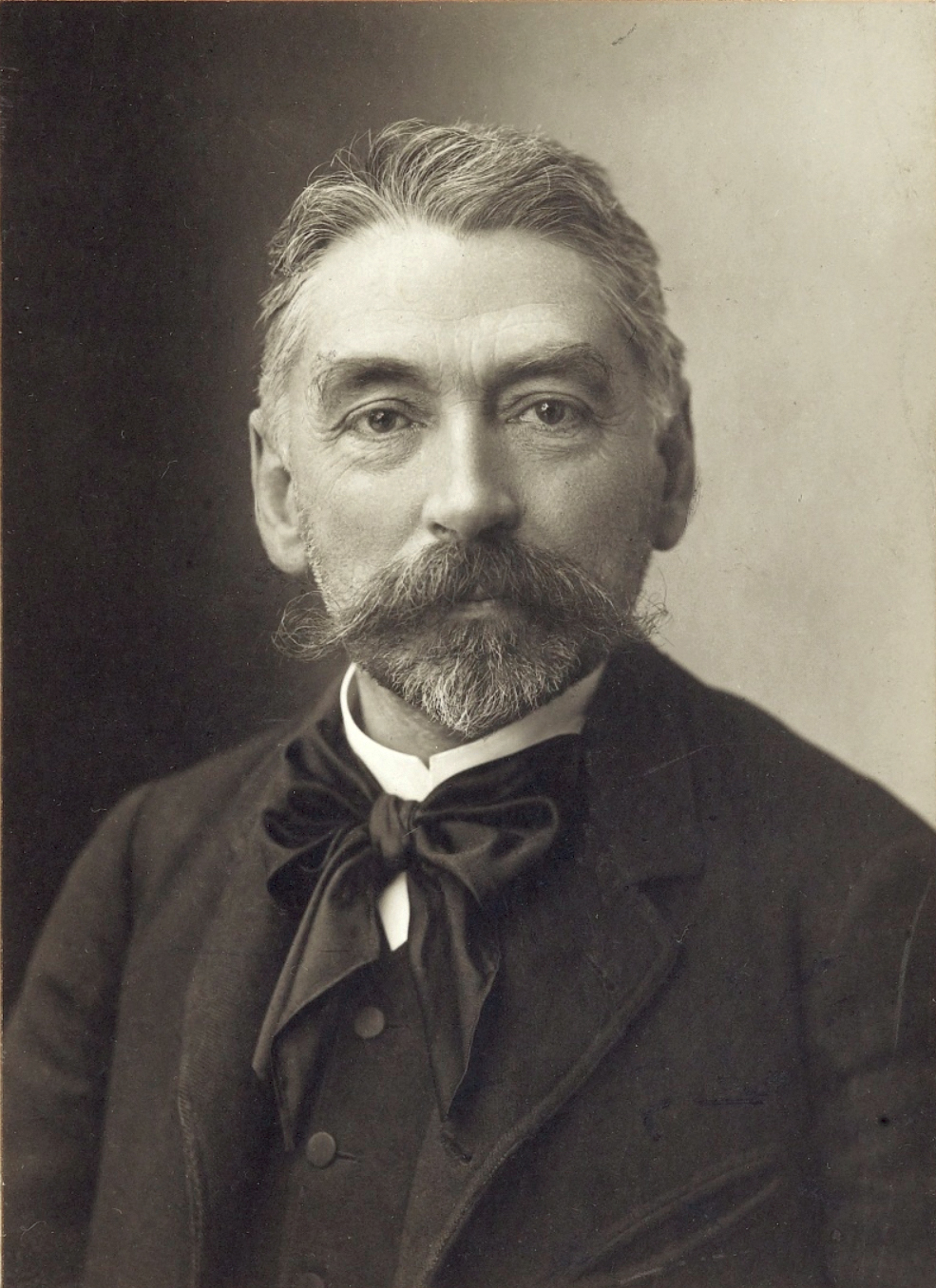
Stéphane Mallarmé

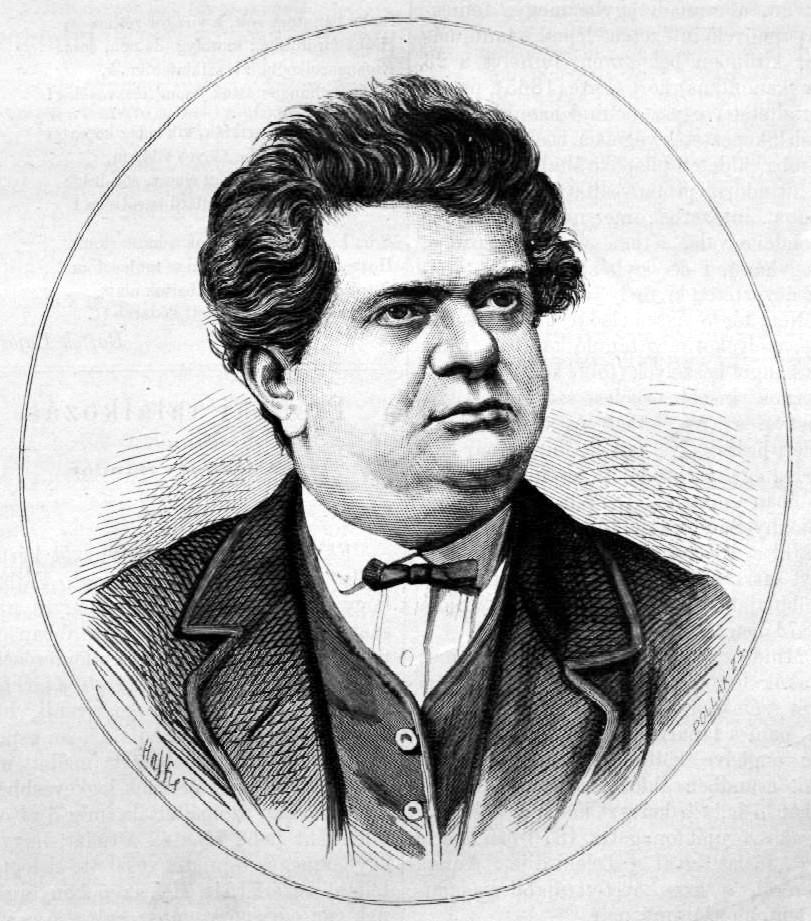
Csiky Gergely

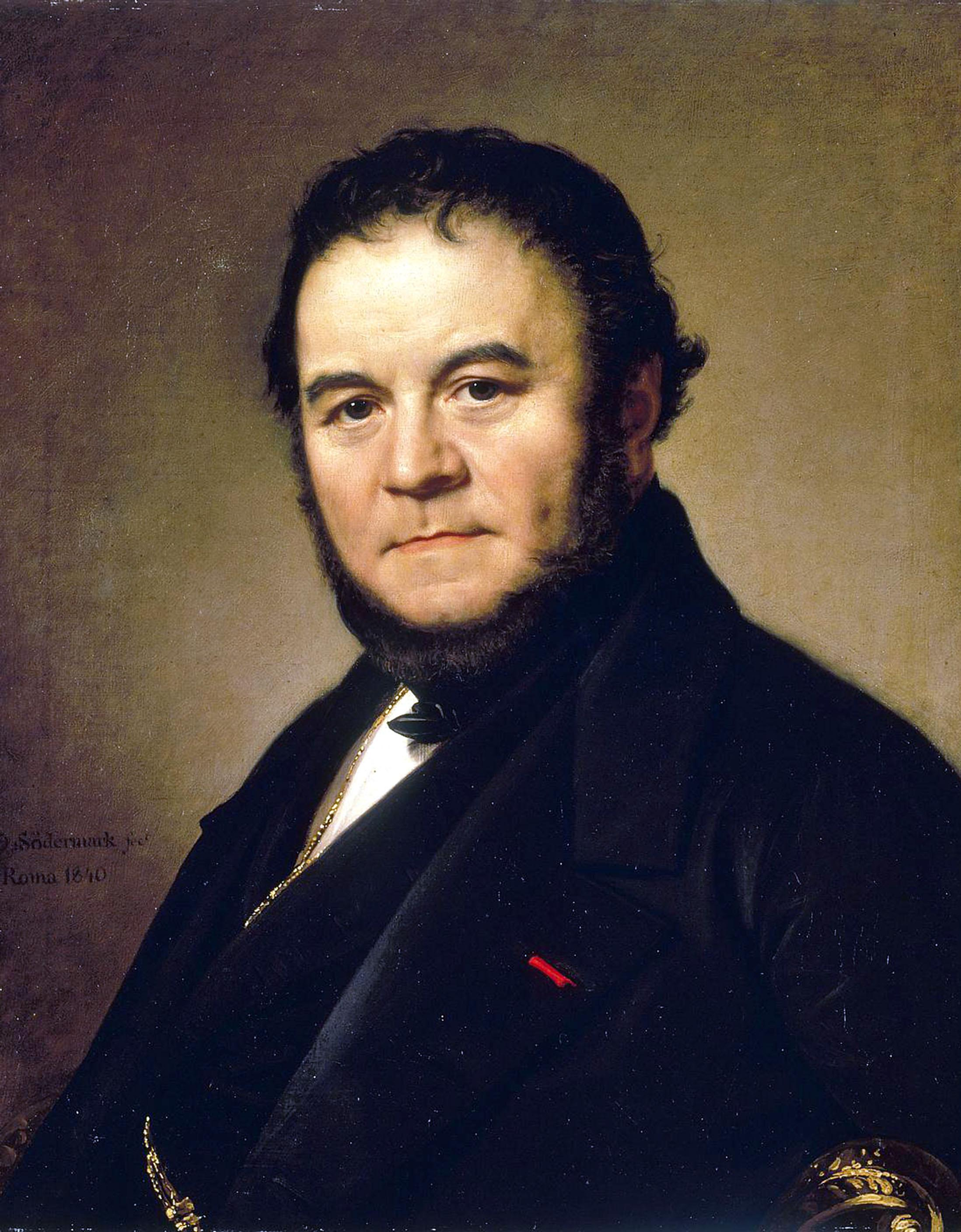
Stendhal

- január 26. – François Coppée francia költő, regényíró, drámaíró, a parnasszista irodalmi irányzat jelentős alakja  († 1908)
- február 4. – Arrigo Boito olasz költő, librettista, zeneszerző († 1918)
- február 25. – Karl May, nálunk is (May Károly néven) népszerű német regényíró († 1912)
- március 11. – Eötvös Károly politikus, ügyvéd, író, publicista († 1916)
- március 18. – Stéphane Mallarmé francia költő, műfordító († 1898)
- június 24. – Ambrose Bierce Egyesült Államokbeli író, újságíró († 1914?)
- július 8. – Berczik Árpád novellista, színműíró († 1919)
- november 12. – Rákosi Jenő író, színműíró, színházigazgató, lapszerkesztő († 1929)
- november 22. – José-Maria de Heredia kubai születésű, 1893-tól francia nemzetiségű költő († 1905)
- december 8. – Csiky Gergely drámaíró, műfordító († 1891)

## Halálozások
- február 14. – Kótsi Patkó János magyar színész, színigazgató, drámaíró, fordító (* 1763)
- március 23. – Stendhal (Marie-Henri Beyle) francia író, a 19. századi regényirodalom nagy alakja (* 1783)
- május 23. – José de Espronceda spanyol romantikus költő (* 1808)
- július 28. – Clemens Brentano német író és költő (* 1778)
- október 29. – Allan Cunningham skót költő (* 1784)